# Пецково
Пецково (пол. Pieckowo, нім. Pötschendorfer See) — село в Польщі, у гміні Решель Кентшинського повіту Вармінсько-Мазурського воєводства.
Населення — 289 осіб (2011).

## Демографія
Демографічна структура станом на 31 березня 2011 року:
|          | Загалом | Допрацездатний вік | Працездатний вік | Постпрацездатний вік |
| -------- | ------- | ------------------ | ---------------- | -------------------- |
| Чоловіки | 145     | 30                 | 103              | 12                   |
| Жінки    | 144     | 28                 | 87               | 29                   |
| Разом    | 289     | 58                 | 190              | 41                   |